# 월미도체육단
월미도체육단 (月尾島體育團)은 조선민주주의인민공화국의 종합스포츠클럽으로 소속 축구단이 특히 유명하다. 